# Transcomunicação instrumental
A transcomunicação instrumental (TCI) estuda a comunicação entre vivos e mortos através de aparelhos eletrónicos como por exemplo telefone, rádio, televisão e computador.
Por vezes o termo é confundido com o fenômeno da voz eletrônica  que, por se tratar apenas da manifestação de vozes em aparelhos, está contido dentro da TCI.

## História

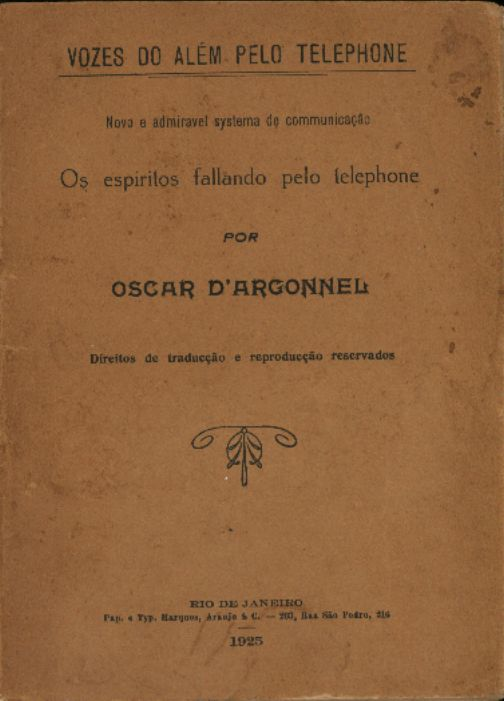
Capa do livro de D'Argonnel (1925).

A possibilidade de comunicações com o mundo espiritual sem a interferência direta de um médium, foi considerada por diversos inventores no começo do século XX. Nos Estados Unidos, em 1920, Thomas Edison disse ao repórter B.F. Forbes que ele estava trabalhando em uma máquina que poderia fazer contato com espíritos. Jornais do mundo todo noticiaram a história. Depois de alguns anos, Edison admitiu que ele inventou a história toda.
No Brasil, o português naturalizado Augusto de Oliveira Cambraia patenteou, em 1909, o "Telégrafo Vocativo Cambraia", que propunha um sistema de comunicação à distância, utilizando-se "das almas e espíritos que vagam pela estratosfera", este último referindo-se, talvez, aos atuais satélites de comunicação (RAINHO).
A primeira obra sobre o assunto, ainda sem a moderna denominação, foi "Vozes do Além pelo Telephone (Novo e admirável systema de communicação - Os espíritos fallando pelo telephone)" de Oscar D'Argonnel, publicada no Rio de Janeiro, em 1925. O autor (conhecido pesquisador espírita do começo do século XX) reuniu nesta obra diversos casos onde a comunicação com os mortos podia dar-se através do telefone. Apesar de suas ponderadas considerações, por ser um veículo particularmente propenso a fraudes e engodos, o assunto não mereceu outras abordagens mais sérias, durante décadas.
A moderna fase da TCI iniciou-se com o crítico de arte sueco Friedrich Jürgenson (1903-1987) que, em seus momentos de lazer, em sua casa de campo em Molbno, tinha o hábito de gravar o canto dos pássaros da região. Em 1959, ao escutar uma dessas gravações, deparou-se com vozes humanas entre os cantos gravados. Estranhou o fato, uma vez que estivera absolutamente só ao realizar a gravação, no meio de um bosque. Ao ouvir com mais cuidado, notou que se tratava de vozes de pessoas e que podiam ser percebidas palavras em vários idiomas, o que descartava a hipótese de interferência de alguma emissora de rádio. Aprofundando-se em novas gravações, assombrou-se ao perceber que as vozes o chamavam pelo nome, por apelidos e que podiam responder a perguntas feitas no local, o que também descartava a hipótese de captação de rádio-amador ou outro tipo de transmissão à distância. Indagando de quem seriam aquelas vozes, a resposta não tardou: "Somos os mortos...".
A partir de então, Jüergenson aprofundou-se nas pesquisas e aperfeiçoou o método de captação da vozes. Com os resultados obtidos, lançou a obra "Sprechfunk Mit Verstorbenem" (1967, publicada em língua portuguesa em 1972 sob o título "Telefone para o Além"), tornando o assunto conhecido do grande público.
Outra referência sobre a pesquisa em TCI é o trabalho do Dr. Konstantin Raudive (1909-1974) publicada sob o título "Unhörbares Wird Hörbar" (1968), publicada em língua inglesa em 1971 sob o título "Breakthrough". Nela relaciona diversos nomes de estações emissoras do além, como a "Stúdio Kelpe", "Rádio Peter", "Kegele", "Kostule", "Ponte Goethe", "Vários Transmissores", "Rádio Sigtuma", "Arvides", "Irvines", entre outras (RAUDIVE, 1971:178).

## No Brasil
Nos anos 1970, a escritora Hilda Hilst foi uma pioneira nas experiências com Transcomunicação Instrumental, tendo gravado diversas vozes em sua residência, a Casa do Sol. Em entrevista à revista Planeta de Julho de 1977, afirmou ter se interessado pelo tema após ler o livro Telefone para o Além, de Friedrich Jürgenson.
O Brasil sediou um Congresso Internacional de Transcomunicação em Maio de 1992, na cidade de São Paulo, com a participação dos pesquisadores Hernani Guimarães Andrade e Sônia Rinaldi. No país, à época, a maioria das comunicações era registada através de gravadores de fita magnética..